# Акопян, Роберт Дурмишханович
Роберт Дурмишханович Акопян (арм. Ռոբերտ Հակոբյան, род. 1964, 17 марта, Тбилиси) — армянский актёр театра и кино, Заслуженный артист Армении (2007).

## Биография
Роберт Акопян родился в 1964 году 17 марта в Тбилиси. В 1981-85 гг. поступил в Ереванский государственный художественно — театральный институт (курс Хорена Абраамяна) Классификация актёр драм. театра и кино. С 1987 г. по 1989 Тбилисский государственный Армянский театр им. С. Шаумяна — актёр. С 1989 г. по 1991 г. директор Тбилисского театра-студии «Наири». С 1991 г. по 1992 г. Ереванский театр- студия «Ардзаганк» — актёр. С 1996 г. по 1998 г. Тбилисский гос. армянский театр им. П. Адамяна — актёр. С 1998 г. по 2001 г. Ереванский гос. муз. театр им. А. Пароняна — актёр. С 2004 г. Ереванский гос. рус. драм. театр им. К. Станиславского — актёр. В 2007 г. удостоян звания заслуженный артист РА.

### Роли в театре
- Князь Пантиашвили — «Ханума» Цагарели
- Оган-Гурген — «Кесарь» Л. Шант
- Степан — «Поминальная молитва» Г. Горин
- Али — «Разорванная цепь» А. Григорян, М. Мариносян
- Макдуф — «Макбет» В. Шекспир
- Доктор — «Амок» С. Цвейг
- Мужчина — «К Вам обращаюсь…» Л. З. Сюрмелян
- Бывший вор — «Древнейшая профессия» Т. Папашвили
- Хирург — «Разговор в ночи» Г. Мкртчян
- Отар Бек — «Измена» А. Сумбатов-Южин
- Царь Арташес — «Страсти по Арташесу». С. Погосян
- Сурен — «Из -за чести» А, Ширванзаде
- Микаэль — «Еще одна жертва» Г. Сундукян
- Исаи — «Хатабала» Г. Сундукян
- Золотников — «Беда от нежного сердца». Вл. Соллогуб
- Ляпкин-Тяпкин — «Страсти по ревизору» Н.Гоголь
- Захаров — «Адель» Е. Таганов
- Загоретский — «Горе от ума» А. Грибоедов
- Севада — «Девушка в подарок» А. Ватян
- Сидоров — «Левая грудь Афродиты» Ю. Поляков
- Иванов — «В чужом пиру похмелье» А. Островский
- Адвокат — «Дело валютной проститутки» (моноспектакль) Т. Папашвили

### Роли в кино
- Агекян — «Гарегин Нжде»
- Бероян — «Во имя любви» сериал
- Аршак — «Цена жизни» сериал
- Размик — «Три жизни» сериал
- Левон — «Последний отец» сериал
- Летчик — «Домик в сердце»
- Тигран — «Открой глаза» сериал
- Аваг - «Последный звонок» сериал

### Режиссёр постановок
- «Амок»
- «Древнейшая профессия»
- «Разговор в ночи»
- «Письмо незнакомки»
- «К Вам обращаюсь…»
- «Зимняя сказка» — нов. год.
- «Бал у Снежной королевы»
- «Подснежники для принцессы»
- «Операция новогодний козел»
- «Новогодние похождения пирата Джека воробья»
- «Измена»
- «За закрытыми дверями»
- «Меня зовут Комитас»

## Участие в фестивалях
«Амок»
```
«Арммоно»(Ереван, Армения) 2009
```

«Соло» (Москва, Россия) 2009
«Белая вежа» (Брест, Беларусь) 2010
«Моно» (Калининград, Россия) 2010
«Аспиндзис» (Висагинас, Литва) 2016
«К вам обращаюсь…»
«Арммоно» (Ереван, Армения) 2011
«Белая вежа» (Брест, Беларусь) 2011 — ном. «За приверженность гражданской теме»
«Видлунья» (Киев, Украина) 2013 — «Гран При» 
«Монобалтия» (Каунас, Литва) 2014
«Вертикаль» (Иерусалим, Израиль)2016
« Академия» (Омск, Россия) 2018
«Древнейшая профессия» 
«Арммоно» (Ереван, Армения) 2012
«Театральный Лори» (Алаверды, Армения) 2012 — лучшая муж. роль
«Аспиндзис» (Висагинас, Литва) 2012 — ном. «За оригинальную трактовку святого писания»
«Белая вежа» (Брест, Беларусь) 2013 — ном. «За оригинальную трактовку святого писания»
«Белая вежа» (Брест, Беларусь) 2013
«Разговор в ночи»
```
«Арммоно» (Ереван, Армения) 2014
```

```
«Белая вежа» (Брест, Беларусь) 2015
```

«Дело валютной проститутки»
```
«Арммоно» (Ереван, Армения) 2016
```

## Звания и награды
- «Гран — При» на международном фестивале «Видлунья» Киев 2013 г.,
- «Лучший спектакль на гражданскую тему» межд. фест. «Белая вежа» Брест 2011 г.
- «Древнейшая профессия»  «Театральный Лори» (Алаверды, Армения) 2012 — лучшая муж. роль
- «Аспиндзис» (Висагинас, Литва) 2012 — ном. «За оригинальную трактовку святого писания»
- Золотая медаль министерства культуры «За заслуги» 2018